# Angivillers
Angivillers település Franciaországban, Oise megyében. Lakosainak száma 159 fő (2022. január 1.). Angivillers Léglantiers, Lieuvillers, Le Plessier-sur-Saint-Just, Pronleroy és Ravenel községekkel határos.

## Népesség
A település népességének változása:
| Lakosok száma | 177  | 182  | 188  | 185  | 178  | 172  | 166  | 162  | 159  |
|               | 2013 | 2015 | 2016 | 2017 | 2018 | 2019 | 2020 | 2021 | 2022 |